# خوسيه ميركادو لونا
خوسيه ميركادو لونا (بالإسبانية: José Mercado Luna)‏ هو لاعب كرة قدم مكسيكي، ولد في 6 أغسطس 1928 في Atemajac de Brizuela ‏ في المكسيك. لعب مع نادي أطلس.

## وصلات خارجية
- خوسيه ميركادو لونا على موقع عالم كرة القدم.نت (الإنجليزية)
- خوسيه ميركادو لونا على موقع أوليمبيديا (الإنجليزية)